# Chi Chi Gonzalez
Pour les articles homonymes, voir Alexander González et González.
Alexander Gonzalez, né le 15 janvier 1992 à Boynton Beach en Floride, aux États-Unis, et connu sous le nom de Chi Chi Gonzalez, est un lanceur droitier de la Ligue majeure de baseball.

## Carrière
Joueur à l'école secondaire en Floride, Chi Chi Gonzalez est d'abord repêché par les Orioles de Baltimore au 11e tour de sélection en 2010, mais il rejoint plutôt les Golden Eagles de l'université Oral Roberts, en Oklahoma, puis signe son premier contrat professionnel avec les Rangers du Texas, qui en font un de leurs choix de première ronde, et le 23e athlète sélectionné au total, lors du repêchage amateur de 2013. 
Au début 2014, Gonzalez apparaît au 70e rang du palmarès annuel des 101 meilleurs joueurs d'avenir dressé par Baseball Prospectus et, au début 2015, il est classé 89e au top 100 annuel des meilleurs prospects selon Baseball America.
Lanceur partant, il fait ses débuts au niveau Triple-A des ligues mineures au début de la saison 2015 et rappelé quelques semaines plus tard par les Rangers du Texas. Il fait ses débuts dans le baseball majeur le 30 mai 2015 et est le lanceur gagnant dans une victoire de 8-0 de Texas sur les Red Sox de Boston. Malgré 5 buts-sur-balles alloués et 102 lancers pour traverser 5 manches et deux tiers, Gonzalez blanchit Boston et n'accorde que deux coups sûrs.
Il doit son surnom Chi Chi à son grand-père.